# المجلة الدولية لعلم نفس الفضاء
المجلة الدولية لعلم نفس الطيران (بالإنجليزية: The International Journal of Aerospace Psychology)‏ ومسماها السابق (المجلة الدولية لعلم نفس الطيران) هي مجلة أكاديمية فصلية محكمة تغطي الأبحاث حول "تطوير وإدارة أنظمة طيران آمنة وفعالة من وجهة نظر المشغلين البشر". تعتمد المجلة على جوانب من التخصصات الأكاديمية للهندسة وعلوم الكمبيوتر وعلم النفس والتعليم وعلم وظائف الأعضاء. تأسست في عام 1991 ونشرتها تايلور وفرانسيس نيابة عن جمعية علم نفس الطيران [الإنجليزية]. رئيس تحريرها هو دينيس ب. بيرنجر.

## المستخلصات والفهرسة
المجلة مُلخصة ومُفهرسة في:
- المحتويات الحالية (قاعدة بيانات)
- سايسينفو [الإنجليزية]
- ببمد
- مؤشر الاستشهادات في العلوم الاجتماعية [الإنجليزية]
- سي أس أيه (شركة قاعدة بيانات) [الإنجليزية]
- محرك البحث الأكاديمي
- بروكويست

وفقًا لتقارير الاستشهاد بالمجلات الأكاديمية، فإن عامل التأثير للمجلة لعام 2012 يبلغ 0.167، مما يجعلها في المرتبة 71 من بين 72 مجلة في فئة "علم النفس التطبيقي".

## مقالات بارزة
وفقًا لشبكة العلوم، فإن أكثر الأوراق البحثية التي استشهد بها في المجلة هي:
- Helmreich, R. L.؛ Merritt, A. C.؛ Wilhelm, J. A. (1999). "The Evolution of Crew Resource Management Training in Commercial Aviation" (PDF). Int. J. Aviat. Psychol. ج. 9 ع. 1: 19–32. CiteSeerX:10.1.1.526.8574. DOI:10.1207/s15327108ijap0901_2. PMID:11541445. مؤرشف من الأصل (PDF) في 2013-03-06. (اعتبارًا من July 2013 cited over 200 times)

## روابط خارجية
- الموقع الرسمي
- جمعية علم نفس الطيران